# 彼得拉·普里默
彼得拉·普里默（德語：Petra Priemer，1961年2月6日—），德国女子游泳运动员。她曾代表东德参加1976年夏季奥林匹克运动会游泳比赛，获得女子100米自由泳和女子4×100自由泳接力银牌。